# 15370 Kanchi
15370 Kanchi è un asteroide della fascia principale. Scoperto nel 1996, presenta un'orbita caratterizzata da un semiasse maggiore pari a 2,7346863 UA e da un'eccentricità di 0,1053448, inclinata di 2,73362° rispetto all'eclittica.